# Serdexmetilfenidato/dexmetilfenidato
Serdexmetilfenidato/dexmetilfenidato (nome comercial: Azstarys) é uma associação medicamentosa composta por serdexmetilfenidato e dexmetilfenidato. É utilizada no tratamento de transtorno de déficit de atenção e hiperatividade (TDAH) em pessoas a partir dos 6 anos de idade.
Em março de 2021, a associação medicamentosa foi aprovada para uso médico nos Estados Unidos.